# E673号線
E673号線 (E673ごうせん、英: European route E673) はルーマニアにあり、ルゴジ – イリアを結ぶ、欧州自動車道路のBクラス幹線道路。
- ルーマニア
  - E70号線 – ルゴジ
  - E68号線 – イリア